# Reichstag (Heiliges Römisches Reich)

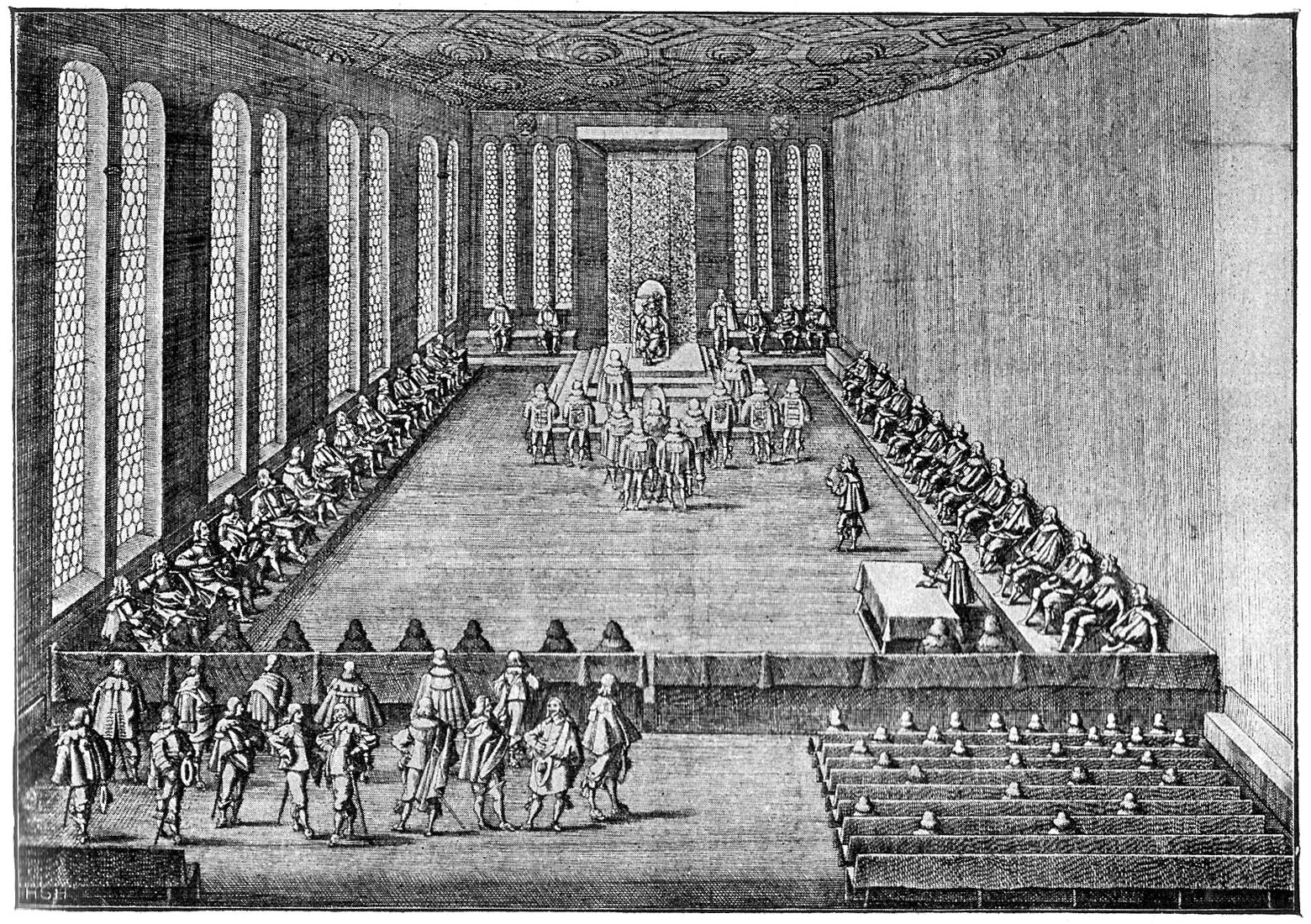
Sitzung des Reichstags in Regensburg im Jahr 1640 (nach einem Stich von Matthäus Merian)

Der historische Begriff Reichstag (lat. Dieta Imperii oder Comitium Imperiale; engl. Imperial Diet) bezeichnet ursprünglich die Versammlung der Reichsstände des feudalen Heiligen Römischen Reiches. Die neben dem König bzw. Kaiser stehende Körperschaft entwickelte sich ab dem 12. Jahrhundert aus den formlosen Hoftagen und wurde nach 1495 zu einer festen Institution der Reichsverfassung (bis 1806, als das Reich endete).
Der Reichstag wurde bis zum 16. Jahrhundert in unregelmäßigen Abständen jeweils in eine Bischofs- oder Reichsstadt einberufen und war das maßgebliche Gegengewicht der Stände gegenüber der kaiserlichen Zentralgewalt. Ab 1663 tagte der Immerwährende Reichstag als ständiger Gesandtenkongress in Regensburg.
Ab 1815 war die Bundesversammlung das einzige Organ des Deutschen Bundes, das auch Bundestag genannt wurde. Reichstag war der Name für das moderne Repräsentativ-Parlament, das in der Reichsverfassung von 1849 vorgesehen war. Im Jahr 1866 brachte Bismarck den Ausdruck in seinen Bundesreformplan ein, und ab 1867 wurde dies der Name des Parlamentes im Norddeutschen Bund bzw. ab 1871 im Kaiserreich.

## Geschichte

### Reichsversammlung im Frankenreich
Die Reichstage waren ursprünglich eine Art Heerschau, bei der der König (bzw. der Hausmeier) seine Adligen und deren Gefolgsleute musterte. Diese Reichsversammlungen wurden bereits in den frühen Zeiten des Frankenreiches abgehalten und fanden jeweils im März, später im Mai (daher auch „Maifeld“ genannt), also vor den Kriegszügen des anschließenden Sommers, statt.
Während der Sachsenkriege Karls des Großen fand 777 in Paderborn erstmals eine Reichsversammlung statt.

### Reichstage
Der Reichstag zu Worms (1495) prägte die Entwicklung des Reichs maßgeblich. Neben greifbaren Ergebnissen wie dem Landfrieden, der Einführung des Reichskammergerichts und des Gemeinen Pfennigs waren die nicht festgehaltenen und nicht so greifbaren Ergebnisse dieses Reichstags enorm wichtig. Der Reichstag als Begriff und Institution wurde nachhaltig geprägt. Der deutsche König Maximilian I. akzeptierte die Wandlung der Institution Hoftag zum Reichstag als einflussreiches politisches Instrument. Institutionalisierung und Rechtsstaatlichkeit wurden vorangetrieben, wodurch die Staatsbildung gefördert wurde. Die nachfolgenden Reichstage in Lindau und Freiburg scheiterten aber bei dem Versuch, die noch strittigen Punkte der in Worms beschlossenen Reichsreform wie der Frage des geforderten Reichsregiments zu klären.
Der Reichstag trat bis 1663 etwa 40- bis 45-mal zusammen und konnte einige Wochen, aber auch mehrere Monate dauern. Er begann – zumindest in seiner nicht-permanenten Zeit – neben zeremoniellen Akten mit der Verlesung der kaiserlichen Proposition, der vom Kaiser vorab festgelegten Tagesordnung, im Reichsrat und endete mit der Verlesung und Beurkundung der Beschlüsse des Reichstages, dem Reichsabschied.
Auf dem Reichstag zu Augsburg (1500) wurde zur Durchführung der Reichsexekution gegen Landfriedensbrecher wie auch zur Vollstreckung der Reichskammergerichtsurteile eine Reichsexekutionsordnung geschaffen. Das Reich wurde hierzu in sechs, später zehn, überterritoriale Verwaltungseinheiten (Reichskreise) geordnet. Der Reichstag von Trier/Köln bestätigte und ergänzte 1512 die Reichsexekutionsordnung.
Der Reichstag zu Worms (1521) war u. a. mit der Causa Lutherii befasst. In der Folge kam es zu Verabschiedung des Wormser Edikts, in dem über Martin Luther die Reichsacht verhängt wurde. Auf dem Reichstag zu Augsburg (1530) wurde am 25. Juni die Augsburger Konfession dem Kaiser überreicht. Das Gesetzeswerk Constitutio Criminalis Carolina wurde ebenfalls in Augsburg beschlossen und zwei Jahre später, am 27. Juli 1532, auf dem Reichstag in Regensburg ratifiziert.
Die Reichstage zu Speyer 1542 und 1544 bewilligten dem Kaiser Hilfen in Form der Reichstürkenhilfen für eine Offensive gegen die Osmanen. Auf dem „geharnischten“ Reichstag (Augsburg 1547/1548) scheiterte Kaiser Karl V. mit seinen Plänen zur Niederwerfung des Luthertums und zur Aufrichtung einer starken kaiserlichen Macht in Deutschland. Karl V. war zu selten präsent um das immer offener angestrebte reichsständische Mitregiment, die sogenannte Deutsche Freiheit, wirklich blockieren zu können. Nach 1567 fanden die Reichstage mit zwei Ausnahmen (1570 in Speyer und 1582 in Augsburg) in Regensburg statt.
Der Reichsabschied der Jahre 1653/54 war der erste Reichsabschied nach Beendigung des Dreißigjährigen Krieges, mit dem aber die vielen nach dem Ende des Krieges anstehenden Probleme und Fragen nicht vollständig abgearbeitet werden konnten. Dieser Reichsabschied wurde später als Jüngster Reichsabschied (recessus imperii novissimus) bezeichnet und hatte die Aufgabe, die bei den Friedensverhandlungen von 1648 zur Beendigung des Dreißigjährigen Krieges nicht behandelten Themen bzw. offen gebliebenen Fragen zu beraten. Diese Aufgabe konnte aber nicht erfüllt werden. Deshalb wurde später für das Dokument die ungewöhnliche Bezeichnung Jüngster Reichsabschied gewählt, als sich nach 1663 mit der Entwicklung des Immerwährenden Reichstags zeigte, dass es sich bei dem vorhergehenden Reichstag von 1653/54 um den letzten Reichsabschied eines offiziell einberufenen und auch beendeten Reichstages des Heiligen Römischen Reiches handelte.

### Immerwährender Reichstag
Die Permanenz des Immerwährenden Reichstags nach 1663 wurde nie formell beschlossen, war aber in den Beschlüssen des Westfälischen Friedens angelegt und entwickelte sich allmählich aus diesen. Dieser in Regensburg tagende Reichstag wurde aber nie zu einem Parlament oder einer ständischen Volksvertretung. Stattdessen blieb er immer die Vertretungsinstitution der Reichsstände. Da er ununterbrochen tagte, entwickelte er sich allerdings recht schnell zu einem reinen Gesandtenkongress, auf dem die Landesfürsten als Inhaber der reichsständischen Territorien selbst nur noch relativ selten erschienen.
Als die in Europa im Jahr 1713 ausgebrochene Pest auch Regensburg erfasste, wurde der Immerwährende Reichstag in den Jahren 1713 und 1714 vorübergehend in Augsburg abgehalten. Eine zweite Sondersituation ergab sich von 1742 bis 1745, als der Österreichische Erbfolgekrieg die Verlegung der Sitzungen unter dem Wittelsbacher Karl VII nach Frankfurt am Main auslöste.

### Ende des Reichstages
An seiner Sitzung am 25. Februar 1803 billigte der ständige Reichstag in Regensburg den ausgehandelten Reichsdeputationshauptschluss. Dieser zählt zu seinen tiefgreifendsten Beschlüssen und besiegelte den fortschreitenden Niedergang des Heiligen Römischen Reichs während der ersten drei Napoleonischen Kriege (1800–1806). Der Reichstag existierte noch bis zur Auflösung des Reichs 1806.
Die Bezeichnung Reichstag trugen von 1866 bis 1871 auch die Parlamente des Norddeutschen Bundes und von 1871 bis 1945 des Deutschen Reiches; in der ab 1949 eingeführten Bezeichnung Bundestag für das Parlament der Bundesrepublik Deutschland lebt die Tradition weiter.

## Zusammensetzung und Organisation
Seit 1498 umfasste der Reichstag drei Kollegien:
1. Kurfürstenrat: Er stand unter Führung des Kurerzkanzlers, der immer der Erzbischof von Mainz war. Die Zahl der Kurfürsten betrug seit 1356 aufgrund der Bestimmungen der Goldenen Bulle sieben, wurde 1648 (Westfälischer Friede) auf acht und 1692 auf neun erweitert. 1777 sank sie durch Vereinigung der Kurfürstentümer von Bayern mit Kurpfalz-Bayern wieder auf acht. Eine durch die linksrheinischen Territorialverluste des Reichs zu Beginn des 19. Jahrhunderts erfolgte grundlegende Umgestaltung (Wegfall der vier linksrheinischen Kurfürstentümer, Neuschaffung von fünf neuen Kurwürden) hatte wegen ihrer Kurzlebigkeit keine Auswirkung mehr.
2. Reichsfürstenrat: Ihm gehörten die übrigen weltlichen Reichsfürsten und die geistlichen Fürsten sowie die Reichsgrafen, Reichsfreiherren und Reichsprälaten an. Die Führung wechselte zwischen dem Erzbischof von Salzburg und dem Erzherzog von Österreich. Um 1800 hatte das Reichsfürstenkollegium 100 Sitze, die sich auf eine geistliche (37 Mitglieder) und eine weltliche Bank (63 Mitglieder) verteilten. Neben den sogenannten Virilstimmen, die von einzelnen Reichsfürsten geführt wurden, gab es zwei geistliche (rheinisches und schwäbisches Reichsprälatenkollegium) und vier weltliche (niederrheinisch-westfälisches, schwäbisches, fränkisches und wetterauisches Reichsgrafenkollegium) Kuriatstimmen, die sich jeweils mehrere Grafen oder Prälaten teilten.
3. Städterat: Er stand unter dem Direktorium der gastgebenden Stadt des Reichstags, seit 1594 immer Regensburg, und umfasste 51 Sitze für die Reichsstädte, die sich in eine rheinische (hierin auch die Reichsstädte Nord- und Mitteldeutschlands) und eine schwäbische Bank (auch für andere süddeutsche Reichsstädte) gliederten.

## Verfahren

### Einberufung
Der Reichstag durfte nur vom Kaiser einberufen werden, der aber seit der Wahlkapitulation Karls V. aus dem Jahre 1519 verpflichtet war, vor Versendung der „Ausschreiben“ genannten Einladungsschreiben die Kurfürsten um Zustimmung zu bitten. Der Kaiser hatte ebenfalls das Recht, die Tagesordnung festzulegen. Dabei hatte er aber nur einen geringen Einfluss auf die tatsächlich diskutierten Themen.

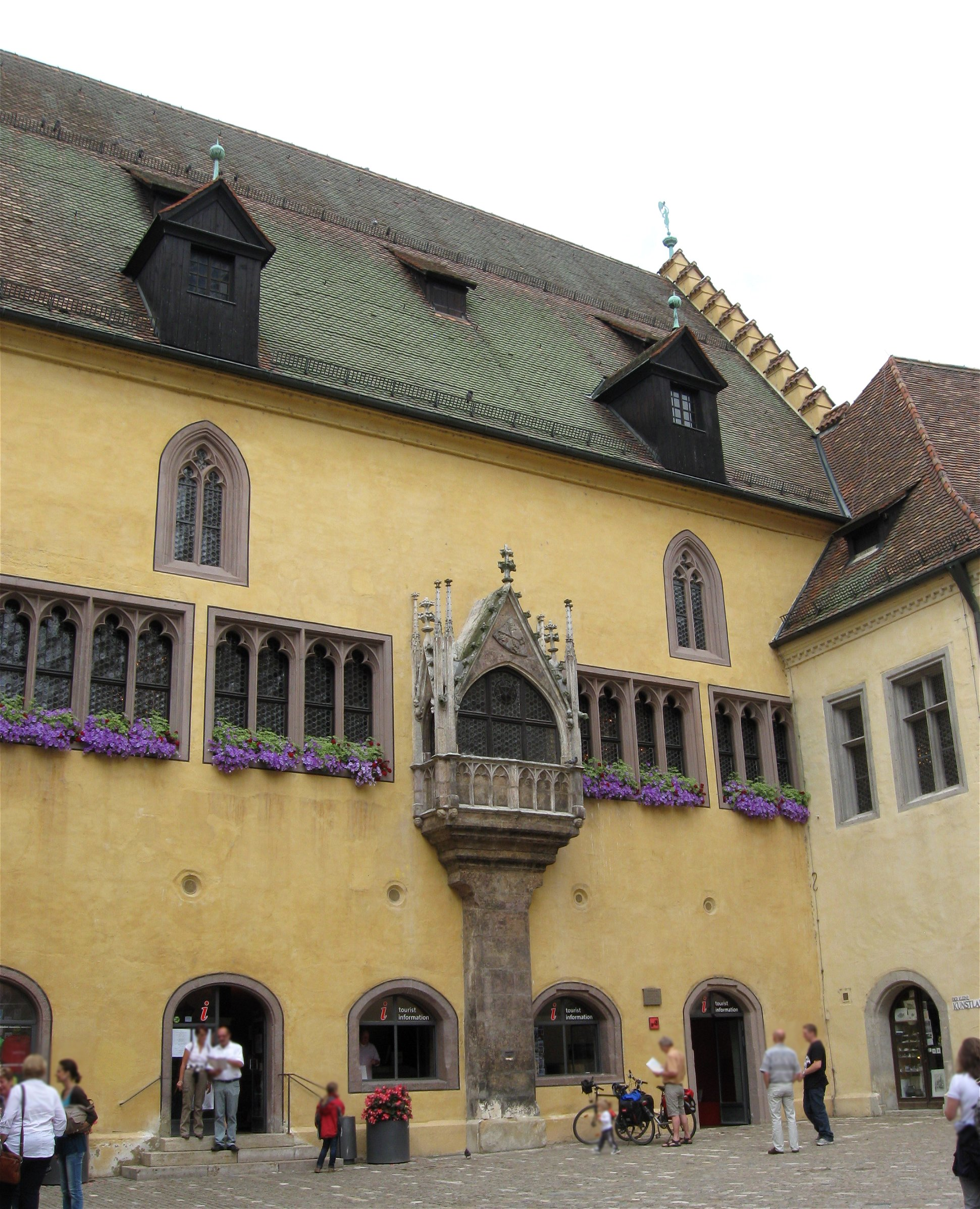
Altes Rathaus von Regensburg, ab 1663 Sitz des Immerwährenden Reichstags

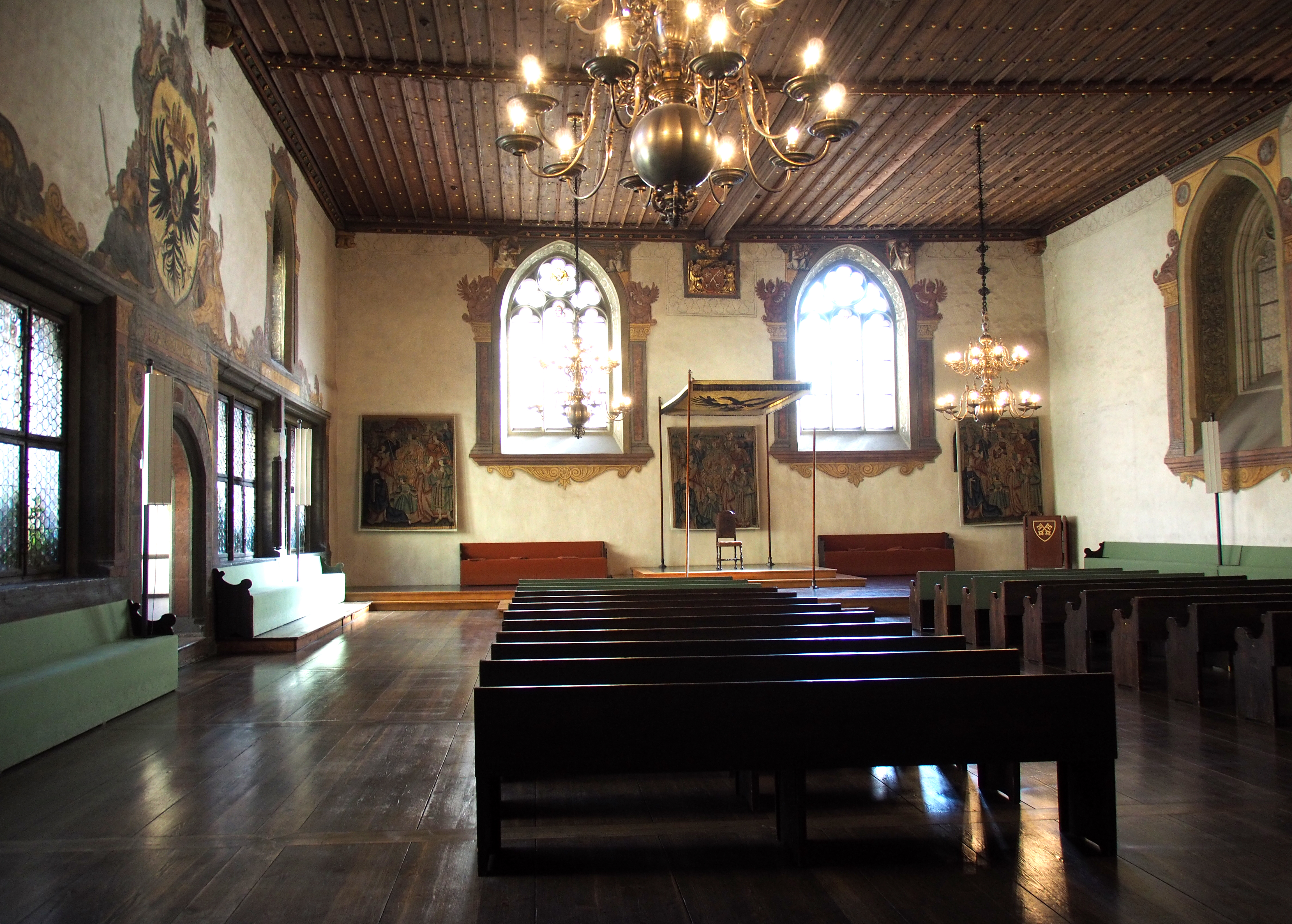
Reichssaal des Immerwährenden Reichstags im Alten Rathaus von Regensburg

### Reichsschlüsse
Zum Zustandekommen eines »Reichsschlusses« (= Reichsbeschlusses) bedurfte es einer Einigung des Kaisers mit den drei Kollegien des Reichstags, die ihrerseits unter sich einig sein mussten. Insoweit galt Einstimmigkeitsprinzip. Innerhalb der einzelnen Kollegien aber galt Mehrheitsprinzip mit der Maßgabe, dass eine Kuriatstimme so viel wie eine Virilstimme zählte.
Der Kaiser konnte das Zustandekommen von Reichsschlüssen verhindern, indem er einem von den drei Reichstagskollegien erstatteten Reichsgutachten seine Zustimmung verweigerte.
Da der Immerwährende Reichstag seit 1663 nicht formell beendet wurde, konnten seine Beschlüsse auch nicht als Reichsabschied erarbeitet werden. Die Beschlüsse wurden deshalb in Form sogenannter Reichsschlüsse niedergelegt. Die Ratifizierung dieser Beschlüsse wurde meist durch den Prinzipalkommissar, den Vertreter des Kaisers beim Reichstag, in Form eines „Kaiserlichen Commissions-Decrets“ durchgeführt. Die Reichsabschiede und Reichsschlüsse behandelten eine große Bandbreite von Themen, bei denen es zu einem Konsens zwischen dem Kaiser und den verschiedenen Ständen kommen musste. So wurden Fragen des Auf- und Ausbaus der Regierung, Verwaltung, Justiz und des Militärs auf Reichsebene behandelt. Weiterhin wurden Themen behandelt wie die Erhaltung und Wiederherstellung des Landfriedens, die Regelung des friedlichen Nebeneinanders der verschiedenen christlichen Konfessionen, die Erklärung von Krieg und Frieden, die Finanzierung von Reichsinstitutionen und Reichsunternehmungen und die Gestaltung der Wirtschaft im Reich.
Die Entscheidungen wurden in einem langwierigen und komplizierten Entscheidungs- und Beratungsverfahren getroffen. Wenn durch Mehrheits- oder einstimmigen Beschluss Entscheidungen in den jeweiligen Ständeräten getroffen waren, wurden die Beratungsergebnisse ausgetauscht und versucht, dem Kaiser einen gemeinsamen Beschluss der Reichsstände vorzulegen. Wichtig waren dabei die Entscheidungen des Kurfürsten- und Reichsfürstenrates, das Votum des Reichsstädterates war meist von untergeordneter Bedeutung, wenn es überhaupt zur Kenntnis genommen wurde. Die Beratungen selbst fanden in nach den Kollegien getrennten Räumlichkeiten statt. Bei diesen Beratungen galt normalerweise im Gegensatz zum Gesamtgremium das Mehrheitsprinzip.
Auf Grund der immer schwerer werdenden Entscheidungsprozesse wurde auch versucht, die Entscheidung mittels verschiedener Ausschüsse zu erleichtern. In diese Ausschüsse wurden meist Fachleute und Gesandte der Reichsstände entsandt. Daraus entwickelte sich seit dem 16. Jahrhundert eine Elite von Fachleuten und Politikern, die besonders vertraut waren mit den auf den Reichstagen behandelten Themen und Reichsangelegenheiten und über alle Stände hinweg Ansehen genossen.
Nach der Reformation und dem Dreißigjährigen Krieg bildeten sich infolge der Glaubensspaltung im Jahre 1653 das Corpus Evangelicorum und später das Corpus Catholicorum. Diese versammelten die Reichsstände der beiden Konfessionen und berieten getrennt die Reichsangelegenheiten. Der Westfälische Frieden bestimmte nämlich, dass in Religionsangelegenheiten, aber auch auf anderen politischen Gebieten nicht mehr das Mehrheitsprinzip, sondern das Konsensprinzip gelten sollte.
Die Überlieferung der Reichstage vermitteln die Reichstagsakten, welche seit 1858 auf Anregung von Leopold von Ranke von der Historischen Kommission bei der Bayerischen Akademie der Wissenschaften herausgegeben werden.
| Sitzordnung des Reichstages bei dessen feierlicher Eröffnung |

| An der Stirnseite sitzt der Kaiser bzw. dessen Prinzipalkommissar und verliest die kaiserliche Proposition, die Tagesordnung des Reichstages. Hinter dem Kaiser war die Kurfürstenbank, auf der die Kurfürsten bzw. deren Gesandten Platz nahmen. An der linken Längsseite saßen die weltlichen Reichsfürsten. Deren genaue Sitzordnung war vielfach umstritten. |  | Die geistlichen Reichsfürsten saßen auf der rechten Längsseite des Saales. Die Vertreter der Reichsstädte verteilten sich über die zwölf im Vordergrund zu sehenden Bänke. Vor den Reichsstädten war der Platz der Reichstagsschreiber. |

| Kupferstich von Peter Troschel, 1675 |